# 菲連科韋
49°50′1″N 35°0′1″E / 49.83361°N 35.00028°E
菲連科韋（羅馬化：Filenkove）是烏克蘭中部的村莊，隸屬波爾塔瓦州的波爾塔瓦區。該村處於斯溫基夫卡河畔，距離斯基比夫卡0.5公里，海拔高度150米，2017年人口717。